# Vellego
Vellego è una frazione di 62 abitanti del comune di Casanova Lerrone, in provincia di Savona. Situata nell'alta e media valle del torrente Lerrone, a 390 m s.l.m., dista circa 8 km dal capoluogo comunale. Fino al 1929 è stato comune autonomo.

## Storia
È probabile che la comunità frazionaria di Vellego seguì in gran parte le vicissitudini storiche del capoluogo Casanova, o comunque di questa zona del torrente Lerrone, posta a cavallo tra le odierne province di Savona ed Imperia.
Rientrante in epoca medievale nell'orbita del contado di Albenga, il feudo di Vellego fu successivamente tra i possedimenti dei conti Della Lengueglia. Con la morte nel 1280 di Anselmo II, i due figli Giacomo e Bonifacio si spartirono il territorio: il primo ereditò la castellania del Maremo e di Vellego, divenendone signore.
I primi contrasti tra la popolazione velleghese e la signoria dei Della Lengueglia si ebbero nella prima metà del XVI secolo quando, principalmente per problemi di carattere economico-finanziario, il nobile Pantaleo si vide costretto a vendere alcuni possedimenti tra i territori di Vellego, Marta (Villanova d'Albenga) e Lavina (Rezzo). Nuove proteste degli abitanti di Vellego contro il signore Filiberto Della Lengueglia, indirizzate al governo della Repubblica di Genova, che causò la privazione al nobile del feudo stesso (intorno al 1557).
Rientrato nell'orbita genovese, ne seguì le sorti storiche sino alla dominazione napoleonica di fine XVIII secolo.
Eretta a municipalità autonoma, dal 28 aprile del 1798 fece parte del IV cantone, come capoluogo, della Giurisdizione di Centa e dal 1803 centro principale del IV cantone della Centa nella Giurisdizione degli Ulivi. Annesso al Primo Impero francese dal 13 giugno 1805 al 1814 venne inserito nel Dipartimento di Montenotte.
Nel 1815 Vellego fu inglobato nel Regno di Sardegna, così come stabilì il Congresso di Vienna del 1814, e successivamente nel Regno d'Italia dal 1861. Dal 1859 al 1926 il territorio fu compreso nel III mandamento di Andora del Circondario di Albenga facente parte della Provincia di Genova; nel 1927 con la soppressione del circondario ingauno passò, per pochi mesi, nel Circondario di Savona e, infine, sotto la neo costituita Provincia di Savona.
Con il Regio Decreto n. 774 del 28 marzo 1929 il comune di Vellego venne soppresso e in parte aggregato al comune di Casanova Lerrone; l'ex frazione velleghese di Ginestro confluì invece nel territorio comunale di Testico.

## Monumenti e luoghi d'interesse
- Chiesa parrocchiale dei Santi Antonio e Giuliano. L'organo, datato al 1882, è opera dell'organaro Angelo Dessiglioli.
- Presso la frazione i resti della quadrangolare torre d'avvistamento, detta "di Ubaga".